# DFV-Toto-Sonderrunde
Die DFV-Toto-Sonderrunde war ein Wettbewerb des Deutschen Fußball-Verbandes sowie des VEB Sporttoto, der in den Spielzeiten 1973/74 sowie 1975/76 stattfand. Der Cup stand in der Tradition des 1964 und 1972 ausgetragenen Olympia-Pokals bzw. Fuwo-Pokals.

## Toto-Sonderrunde
Die DFV-Toto-Sonderrunde diente analog zum Olympia-Pokal (1964) und zum Fuwo-Pokal (1972) in den Jahren 1974 und 1976 zur erneuten Überbrückung der langen Sommerpause in der DDR-Oberliga. Bedingt durch die Qualifikation der Fußballnationalmannschaft der DDR für die Fußball-Weltmeisterschaft 1974 und Olympischen Sommerspiele 1976 wurden die Nationalspieler vorzeitig aus ihren Clubs abgezogen und nahmen nicht am Wettbewerb teil. Die Sonderrunden des DFV hatten den Status von Pflichtspielen.

## Modus
An der Sonderrunde nahmen alle vierzehn DDR-Oberligisten sowie erstmals auch die bestplatzierten Mannschaften aus der DDR-Liga teil. 1973/74 wurde die Meisterschaft in sieben Staffeln mit je vier Mannschaften durch Hin- und Rückspiel ermittelt. In der Spielzeit 1975/76 nahmen in insgesamt vier Staffeln jeweils sechs Mannschaften teil, spielten jedoch nur in einer einfachen Runde.
Der DFV erließ gleich mehrere, sonst nicht übliche Regeln für die Sonderrunde. So gab es bei mindestens drei erzielten Treffern einen Zusatzpunkt, während ein Platzverweis gleich den Verlust von zwei Punkten nach sich zog. Folge waren zum Teil drastisch verzerrte Abschlusstabellen. In der Toto-Sonderrunde 1976 fand zusätzlich nach jedem Spiel noch ein Elfmeterschießen. Für die Saison 1973/74 wurde der FC Rot-Weiß Erfurt Gesamtsieger der Konkurrenz, da die Erfurter über das beste Punktverhältnis aller Staffelsieger verfügten. Die Saison 1975/76 schloss zwar der 1. FC Magdeburg am erfolgreichsten ab, wurde aber offiziell nicht mehr als Sieger der Sonderrunde gekürt.
In den einzelnen Staffeln waren die Fußballclubs den zweitklassigen Betriebssportgemeinschaften trotz des Fehlens diverser Nationalspieler letztlich wieder deutlich überlegen.

## Saison 1973/74
Das Büro des Präsidiums des Deutschen Fußball-Verbandes der DDR hat im Dezember 1973 beschlossen, im Anschluss an die Meisterschaft des Spieljahres 1973/74 einen Sonderwettbewerb durchzuführen und veröffentlichte in der Fußballwoche folgende Ausschreibung:

### Teilnehmer
- 14 Oberligagemeinschaften
- 14 Ligagemeinschaften (Je Staffel die Zweit-, Dritt- und Viertplatzierten der Meisterschaft 1973/74. Dabei scheidet die schlechtplatzierteste Mannschaft der viertplatzierten [Punkt- und  Torverhältnis] aus). Zweite Mannschaften von OL-Gemeinschaften nehmen am Wettbewerb nicht teil. An ihre Stelle rücken von den Ligamannschaften die nächstplatzierten 1. Mannschaften. In der Staffel A belegte die einzige II. Mannschaft der Staffel (FC Hansa Rostock II) den Platz 7, so dass ein Nachrücken nicht notwendig war. In der Staffel B wäre die BSG Stahl Hennigsdorf für die zweite Mannschaft des BFC Dynamo nachgerückt, hatte aber von allen viertplatzierten Mannschaften das schlechteste Punktverhältnis und qualifiziert sich nicht für den Wettbewerb. In der Staffel C rückte die ASG Vorwärts Leipzig für den 1. FC Magdeburg II nach. In der Staffel D rückten für die zweiten Mannschaften der SG Dynamo Dresden und der BSG Sachsenring Zwickau, die Teams von BSG Aktivist Schwarze Pumpe und die BSG Aktivist Brieske Senftenberg nach. In der Staffel E nahm die BSG Motor Nordhausen West den Platz des FC Carl Zeis Jena II ein.

### Einteilung
Gespielt wird in 7 Staffeln zu je 4 Mannschaften (jeweils 2 Oberliga- und 2 Ligamannschaften). Die Spiele werden jeder gegen jeden in einer Vor- und Rückrunde ausgetragen.

### Spieltermine
Spieltage sind der:
- 4. Mai 1974
- 11. Mai 1974
- 18. Mai 1974
- 25. Mai 1974
- 1. Juni 1974 und
- 8. Juni 1974.

### Bewertung
Gespielt wird nach den Bestimmungen der Spielordnung des Deutschen Fußball-Verbandes der DDR.

### Ermittelt werden

#### Die 7 Staffelsieger
Jede Mannschaft erhält für einen Sieg 2 Punkte und für ein Unentschieden 1 Punkt. Zusätzlich erhält jede Mannschaft. die in einem Spiel 3 und mehr Tore erzielt, einen weiteren Punkt. Die Anzahl der nach Abschluss der Wettbewerbsspiele erreichten Punkte bestimmen den Tabellenplatz bzw. den Staffelsieg. Bei Punktgleichheit entscheidet das Torverhältnis (Tordifferenz). Bei Punkt- und Torgleichheit werden die erzielten Tore gewertet. Ist auch Gleichstand gegeben, entscheiden die erzielten Auswärtstore. Sollte auch so kein Staffelsieger zu ermitteln sein, wird ein Entscheidungsspiel auf neutralem Platz angesetzt.

#### Die drei Besten des Gesamtwettbewerbes
Es werden keine Entscheidungsspiele der Staffelsieger durchgeführt. Die Besten des Gesamtwettbewerbes werden unter den 7 Staffelsiegern ermittelt durch:
• bestes Punktverhältnis
• bestes Torverhältnis
• Mehrzahl der erzielten Tore
• Mehrzahl der erzielten Auswärtstore
• eventuell Entscheidungsspiel auf neutralem Platz (Spieltermin 11.06.76).

### Toto-Sonderrunde
| Nr. | Anstoß          | Heimmannschaft          | Gastmannschaft          | Ergebnis  | Zuschauer |
| --- | --------------- | ----------------------- | ----------------------- | --------- | --------- |
| 01. | 04.05.74, 15:00 | FC Hansa Rostock        | 1. FC Magdeburg         | 0:0       | 3.000     |
| 02. | 04.05.74, 15:00 | SG Dynamo Schwerin      | BSG Post Neubrandenburg | 2:1 (1:0) | 0.900     |
| 03. | 11.05.74, 15:00 | 1. FC Magdeburg         | SG Dynamo Schwerin      | 0:0       | 2.000     |
| 04. | 11.05.74, 15:00 | BSG Post Neubrandenburg | FC Hansa Rostock        | 0:4 (0:2) | 1.500     |
| 05. | 18.05.74, 15:00 | FC Hansa Rostock        | SG Dynamo Schwerin      | 2:1 (1:1) | 0.500     |
| 06. | 18.05.74, 15:00 | BSG Post Neubrandenburg | 1. FC Magdeburg         | 0:3 (0:0) | 1.500     |
| 07. | 25.05.74, 15:00 | SG Dynamo Schwerin      | FC Hansa Rostock        | 1:2 (1:1) | 1.200     |
| 08. | 25.05.74, 15:00 | 1. FC Magdeburg         | BSG Post Neubrandenburg | 5:1 (1:0) | 1.000     |
| 09. | 01.06.74, 15:00 | SG Dynamo Schwerin      | 1. FC Magdeburg         | 0:5 (0:0) | 0.750     |
| 10. | 01.06.74, 15:00 | FC Hansa Rostock        | BSG Post Neubrandenburg | 2:1 (1:1) | 0.800     |
| 11. | 08.06.74, 15:00 | 1. FC Magdeburg         | FC Hansa Rostock        | 1:4 (0:2) | 1.500     |
| 12. | 08.06.74, 15:00 | BSG Post Neubrandenburg | SG Dynamo Schwerin      | 3:2 (1:0) | 0.700     |

| Pl. | Verein                  | Sp. | S | U | N | Tore    | Diff. | Punkte |
| --- | ----------------------- | --- | - | - | - | ------- | ----- | ------ |
| 1.  | FC Hansa Rostock        | 6   | 5 | 1 | 0 | 014:400 | +10   | 13:10  |
| 2.  | 1. FC Magdeburg         | 6   | 3 | 2 | 1 | 014:500 | +9    | 10:40  |
| 3.  | SG Dynamo Schwerin      | 6   | 1 | 1 | 4 | 006:130 | −7    | 03:90  |
| 4.  | BSG Post Neubrandenburg | 6   | 1 | 0 | 5 | 006:180 | −12   | 03:10  |

| Nr. | Anstoß          | Heimmannschaft              | Gastmannschaft              | Ergebnis  | Zuschauer |
| --- | --------------- | --------------------------- | --------------------------- | --------- | --------- |
| 01. | 04.05.74, 15:00 | BSG EAB Lichtenberg 47      | FC Vorwärts Frankfurt/O.    | 2:1 (2:0) | 2.000     |
| 02. | 04.05.74, 15:00 | ASG Vorwärts Neubrandenburg | BFC Dynamo                  | 0:3 (0:2) | 1.200     |
| 03. | 11.05.74, 15:00 | FC Vorwärts Frankfurt/O.    | ASG Vorwärts Neubrandenburg | 4:1 (2:0) | 0.500     |
| 04. | 11.05.74, 15:00 | BFC Dynamo                  | BSG EAB Lichtenberg 47      | 2:2 (1:0) | 0.600     |
| 05. | 18.05.74, 15:00 | BSG EAB Lichtenberg 47      | ASG Vorwärts Neubrandenburg | 1:1 (0:0) | 0.600     |
| 06. | 18.05.74, 15:00 | BFC Dynamo                  | FC Vorwärts Frankfurt/O.    | 2:2 (1:1) | 0.800     |
| 07. | 25.05.74, 15:00 | ASG Vorwärts Neubrandenburg | BSG EAB Lichtenberg 47      | 0:2 (0:0) | 0.300     |
| 08. | 25.05.74, 15:00 | FC Vorwärts Frankfurt/O.    | BFC Dynamo                  | 1:3 (0:1) | 0.500     |
| 09. | 01.06.74, 15:00 | ASG Vorwärts Neubrandenburg | FC Vorwärts Frankfurt/O.    | 1:2 (1:1) | *1.000*   |
| 10. | 01.06.74, 15:00 | BSG EAB Lichtenberg 47      | BFC Dynamo                  | 0:3 (0:1) | 0.800     |
| 11. | 08.06.74, 15:00 | FC Vorwärts Frankfurt/O.    | BSG EAB Lichtenberg 47      | 9:0 (5:0) | 0.600     |
| 12. | 08.06.74, 15:00 | BFC Dynamo                  | ASG Vorwärts Neubrandenburg | 2:1 (2:0) | 0.300     |

* Spiel wurde in Friedland ausgetragen
| Pl. | Verein                      | Sp. | S | U | N | Tore    | Diff. | Punkte |
| --- | --------------------------- | --- | - | - | - | ------- | ----- | ------ |
| 1.  | BFC Dynamo                  | 6   | 4 | 2 | 0 | 015:600 | +9    | 13:20  |
| 2.  | FC Vorwärts Frankfurt/O.    | 6   | 3 | 1 | 2 | 019:900 | +10   | 09:50  |
| 3.  | BSG EAB Lichtenberg 47      | 6   | 2 | 2 | 2 | 007:160 | −9    | 06:60  |
| 4.  | ASG Vorwärts Neubrandenburg | 6   | 0 | 1 | 5 | 004:140 | −10   | 01:11  |

| Nr. | Anstoß          | Heimmannschaft                   | Gastmannschaft                   | Ergebnis  | Zuschauer |
| --- | --------------- | -------------------------------- | -------------------------------- | --------- | --------- |
| 01. | 04.05.74, 15:00 | BSG Stahl Eisenhüttenstadt       | BSG Energie Cottbus              | 2:1 (0:1) | 1.500     |
| 02. | 04.05.74, 15:00 | BSG Aktivist Brieske/Senftenberg | SG Dynamo Dresden                | 1:2 (0:0) | 2.000     |
| 03. | 11.05.74, 15:00 | BSG Energie Cottbus              | BSG Aktivist Brieske/Senftenberg | 3:0 (1:0) | 1.000     |
| 04. | 11.05.74, 15:00 | SG Dynamo Dresden                | BSG Stahl Eisenhüttenstadt       | 2:0 (1:0) | 4.000     |
| 05. | 18.05.74, 15:00 | BSG Stahl Eisenhüttenstadt       | BSG Aktivist Brieske Senftenberg | 3:1 (2:0) | 0.750     |
| 06. | 18.05.74, 15:00 | SG Dynamo Dresden                | BSG Energie Cottbus              | 2:2 (1:0) | 4.500     |
| 07. | 25.05.74, 15:00 | BSG Aktivist Brieske Senftenberg | BSG Stahl Eisenhüttenstadt       | 2:3 (1:1) | 1.000     |
| 08. | 25.05.74, 15:00 | BSG Energie Cottbus              | SG Dynamo Dresden                | 0:4 (0:3) | 1.300     |
| 09. | 01.06.74, 15:00 | BSG Aktivist Brieske Senftenberg | BSG Energie Cottbus              | 3:1 (2:1) | 1.300     |
| 10. | 01.06.74, 15:00 | BSG Stahl Eisenhüttenstadt       | SG Dynamo Dresden                | 0:4 (0:0) | 2.500     |
| 11. | 08.06.74, 15:00 | BSG Energie Cottbus              | BSG Stahl Eisenhüttenstadt       | 0:0       | 1.000     |
| 12. | 08.06.74, 15:00 | SG Dynamo Dresden                | BSG Aktivist Brieske Senftenberg | 3:0 (1:0) | 4.000     |

Die BSG Energie Cottbus trägt ihre Spiele im Stadion „8. Mai“ aus.
| Pl. | Verein                           | Sp. | S | U | N | Tore    | Diff. | Punkte |
| --- | -------------------------------- | --- | - | - | - | ------- | ----- | ------ |
| 1.  | SG Dynamo Dresden                | 6   | 5 | 1 | 0 | 017:300 | +14   | 14:10  |
| 2.  | BSG Stahl Eisenhüttenstadt       | 6   | 3 | 1 | 2 | 008:100 | −2    | 09:50  |
| 3.  | BSG Energie Cottbus              | 6   | 1 | 2 | 3 | 007:110 | −4    | 05:80  |
| 4.  | BSG Aktivist Brieske Senftenberg | 6   | 1 | 0 | 5 | 007:150 | −8    | 03:10  |

| Nr. | Anstoß          | Heimmannschaft              | Gastmannschaft              | Ergebnis  | Zuschauer |
| --- | --------------- | --------------------------- | --------------------------- | --------- | --------- |
| 01. | 04.05.74, 15:00 | BSG Stahl Riesa             | FC Karl-Marx-Stadt          | 2:0 (0:0) | 1.200     |
| 02. | 04.05.74, 15:00 | BSG Motor Werdau            | BSG Aktivist Schwarze Pumpe | 3:0 (2:0) | 0.600     |
| 03. | 11.05.74, 15:00 | FC Karl-Marx-Stadt          | BSG Motor Werdau            | 3:3 (1:2) | 2.000     |
| 04. | 11.05.74, 15:00 | BSG Aktivist Schwarze Pumpe | BSG Stahl Riesa             | 2:2 (0:1) | 1.000     |
| 05. | 18.05.74, 15:00 | BSG Stahl Riesa             | BSG Motor Werdau            | 4:0 (2:0) | 1.000     |
| 06. | 18.05.74, 15:00 | BSG Aktivist Schwarze Pumpe | FC Karl-Marx-Stadt          | 0:0       | 1.500     |
| 07. | 25.05.74, 15:00 | BSG Motor Werdau            | BSG Stahl Riesa             | 0:1 (0:1) | 1.000     |
| 08. | 25.05.74, 15:00 | FC Karl-Marx-Stadt          | BSG Aktivist Schwarze Pumpe | 7:0 (5:0) | 2.000     |
| 09. | 01.06.74, 15:00 | BSG Motor Werdau            | FC Karl-Marx-Stadt          | 1:3 (1:0) | 1.000     |
| 10. | 01.06.74, 15:00 | BSG Stahl Riesa             | BSG Aktivist Schwarze Pumpe | 3:0 (2:0) | 1.600     |
| 11. | 08.06.74, 15:00 | FC Karl-Marx-Stadt          | BSG Stahl Riesa             | 2:1 (2:0) | 2.000     |
| 12. | 08.06.74, 15:00 | BSG Aktivist Schwarze Pumpe | BSG Motor Werdau            | 3:1 (2:0) | 0.800     |

Die BSG Stahl Riesa trägt ihre Spiele im Stadion Merzdorfer Park aus.
| Pl. | Verein                      | Sp. | S | U | N | Tore    | Diff. | Punkte |
| --- | --------------------------- | --- | - | - | - | ------- | ----- | ------ |
| 1.  | BSG Stahl Riesa             | 6   | 4 | 1 | 1 | 013:400 | +9    | 11:30  |
| 2.  | FC Karl-Marx-Stadt          | 6   | 4 | 1 | 1 | 015:700 | +8    | 11:30  |
| 3.  | BSG Aktivist Schwarze Pumpe | 6   | 1 | 2 | 3 | 005:160 | −11   | 05:80  |
| 4.  | BSG Motor Werdau            | 6   | 2 | 0 | 4 | 008:140 | −6    | 05:80  |

| Nr. | Anstoß          | Heimmannschaft               | Gastmannschaft               | Ergebnis  | Zuschauer |
| --- | --------------- | ---------------------------- | ---------------------------- | --------- | --------- |
| 01. | 04.05.74, 15:00 | BSG Lok Stendal              | BSG Lok/Vorwärts Halberstadt | 2:0 (1:0) | 0.300     |
| 02. | 04.05.74, 15:00 | 1. FC Lok Leipzig            | BSG Chemie Leipzig           | 0:2 (0:1) | 7.000     |
| 03. | 11.05.74, 15:00 | BSG Lok/Vorwärts Halberstadt | 1. FC Lok Leipzig            | 0:2 (0:0) | 0.800     |
| 04. | 11.05.74, 15:00 | BSG Chemie Leipzig           | BSG Lok Stendal              | 1:2 (1:0) | 1.200     |
| 05. | 18.05.74, 15:00 | BSG Lok Stendal              | 1. FC Lok Leipzig            | 2:4 (1:1) | 1.100     |
| 06. | 18.05.74, 15:00 | BSG Chemie Leipzig           | BSG Lok/Vorwärts Halberstadt | 2:0 (1:0) | 1.000     |
| 07. | 25.05.74, 15:00 | 1. FC Lok Leipzig            | BSG Lok Stendal              | 3:1 (2:1) | 2.000     |
| 08. | 25.05.74, 15:00 | BSG Lok/Vorwärts Halberstadt | BSG Chemie Leipzig           | 2:2 (0:1) | 0.300     |
| 09. | 01.06.74, 15:00 | 1. FC Lok Leipzig            | BSG Lok/Vorwärts Halberstadt | 5:1 (2:1) | 1.600     |
| 10. | 01.06.74, 15:00 | BSG Lok Stendal              | BSG Chemie Leipzig           | 1:1 (0:0) | 0.500     |
| 11. | 08.06.74, 15:00 | BSG Lok/Vorwärts Halberstadt | BSG Lok Stendal              | 3:4 (2:2) | 0.500     |
| 12. | 08.06.74, 15:00 | BSG Chemie Leipzig           | 1. FC Lok Leipzig            | 2:0 (0:0) | 3.500     |

| Pl. | Verein                       | Sp. | S | U | N | Tore    | Diff. | Punkte |
| --- | ---------------------------- | --- | - | - | - | ------- | ----- | ------ |
| 1.  | 1. FC Lok Leipzig            | 6   | 4 | 0 | 2 | 014:800 | +6    | 11:40  |
| 2.  | BSG Chemie Leipzig           | 6   | 3 | 2 | 1 | 010:500 | +5    | 08:40  |
| 3.  | BSG Lok Stendal              | 6   | 3 | 1 | 2 | 012:120 | ±0    | 08:50  |
| 4.  | BSG Lok/Vorwärts Halberstadt | 6   | 0 | 1 | 5 | 006:170 | −11   | 01:11  |

| Nr. | Anstoß          | Heimmannschaft          | Gastmannschaft          | Ergebnis  | Zuschauer |
| --- | --------------- | ----------------------- | ----------------------- | --------- | --------- |
| 01. | 04.05.74, 15:00 | BSG Chemie Zeitz        | ASG Vorwärts Leipzig    | 2:1 (1:0) | 1.000     |
| 02. | 04.05.74, 15:00 | BSG Wismut Aue          | BSG Sachsenring Zwickau | 2:2 (1:1) | 2.000     |
| 03. | 11.05.74, 15:00 | ASG Vorwärts Leipzig    | BSG Wismut Aue          | 0:2 (0:0) | 0.200     |
| 04. | 11.05.74, 15:00 | BSG Sachsenring Zwickau | BSG Chemie Zeitz        | 5:0 (3:0) | 0.400     |
| 05. | 18.05.74, 15:00 | BSG Chemie Zeitz        | BSG Wismut Aue          | 1:3 (1:1) | 1.200     |
| 06. | 18.05.74, 15:00 | BSG Sachsenring Zwickau | ASG Vorwärts Leipzig    | 2:2 (2:0) | 0.600     |
| 07. | 25.05.74, 15:00 | BSG Wismut Aue          | BSG Chemie Zeitz        | 4:0 (2:0) | 1.500     |
| 08. | 25.05.74, 15:00 | ASG Vorwärts Leipzig    | BSG Sachsenring Zwickau | 1:4 (0:1) | 0.450     |
| 09. | 01.06.74, 15:00 | BSG Wismut Aue          | ASG Vorwärts Leipzig    | 4:1 (2:0) | 0.800     |
| 10. | 01.06.74, 15:00 | BSG Chemie Zeitz        | BSG Sachsenring Zwickau | 3:2 (1:1) | 1.200     |
| 11. | 08.06.74, 15:00 | ASG Vorwärts Leipzig    | BSG Chemie Zeitz        | 0:2 (0:0) | 0.150     |
| 12. | 08.06.74, 15:00 | BSG Sachsenring Zwickau | BSG Wismut Aue          | 2:2 (0:1) | 0.600     |

| Pl. | Verein                  | Sp. | S | U | N | Tore    | Diff. | Punkte |
| --- | ----------------------- | --- | - | - | - | ------- | ----- | ------ |
| 1.  | BSG Wismut Aue          | 6   | 4 | 2 | 0 | 017:600 | +11   | 13:20  |
| 2.  | BSG Sachsenring Zwickau | 6   | 2 | 3 | 1 | 017:100 | +7    | 09:50  |
| 3.  | BSG Chemie Zeitz        | 6   | 3 | 0 | 3 | 008:150 | −7    | 07:60  |
| 4.  | ASG Vorwärts Leipzig    | 6   | 0 | 1 | 5 | 005:160 | −11   | 01:11  |

| Nr. | Anstoß          | Heimmannschaft            | Gastmannschaft            | Ergebnis  | Zuschauer |
| --- | --------------- | ------------------------- | ------------------------- | --------- | --------- |
| 01. | 04.05.74, 15:00 | BSG Motor Suhl            | FC Carl Zeiss Jena        | 0:1 (0:0) | 1.600     |
| 02. | 04.05.74, 15:00 | BSG Motor Nordhausen West | FC Rot-Weiß Erfurt        | 1:3 (0:2) | 2.000     |
| 03. | 11.05.74, 15:00 | FC Carl Zeiss Jena        | BSG Motor Nordhausen West | 5:0 (3:0) | 0.600     |
| 04. | 11.05.74, 15:00 | FC Rot-Weiß Erfurt        | BSG Motor Suhl            | 5:1 (1:0) | 1.500     |
| 05. | 18.05.74, 15:00 | BSG Motor Suhl            | BSG Nordhausen West       | 0:2 (0:0) | 0.700     |
| 06. | 18.05.74, 15:00 | FC Rot-Weiß Erfurt        | FC Carl Zeiss Jena        | 1:1 (0:0) | 1.400     |
| 07. | 25.05.74, 15:00 | BSG Motor Nordhausen West | BSG Motor Suhl            | 1:3 (0:0) | 0.500     |
| 08. | 25.05.74, 15:00 | FC Carl Zeiss Jena        | FC Rot-Weiß Erfurt        | 2:3 (0:1) | 1.300     |
| 09. | 01.06.74, 15:00 | BSG Motor Nordhausen West | FC Carl Zeiss Jena        | 0:1 (0:0) | 1.200     |
| 10. | 01.06.74, 15:00 | BSG Motor Suhl            | FC Rot-Weiß Erfurt        | 1:2 (0:1) | 1.100     |
| 11. | 08.06.74, 15:00 | FC Carl Zeis Jena         | BSG Motor Suhl            | 6:1 (3:1) | 0.300     |
| 12. | 08.06.74, 15:00 | FC Rot-Weiß Erfurt        | BSG Motor Nordhausen West | 6:1 (3:0) | 2.800     |

| Pl. | Verein                    | Sp. | S | U | N | Tore    | Diff. | Punkte |
| --- | ------------------------- | --- | - | - | - | ------- | ----- | ------ |
| 1.  | FC Rot-Weiß Erfurt        | 6   | 5 | 1 | 0 | 020:700 | +13   | 15:10  |
| 2.  | FC Carl Zeiss Jena        | 6   | 4 | 1 | 1 | 016:500 | +11   | 11:30  |
| 3.  | BSG Motor ET Suhl         | 6   | 1 | 0 | 5 | 006:170 | −11   | 03:10  |
| 4.  | BSG Motor Nordhausen West | 6   | 1 | 0 | 5 | 005:180 | −13   | 02:10  |

### Toto-Sonderrunde 1974 – Abschlusstabelle
| Pl. | Verein             | Sp. | S | U | N | Tore    | Diff. | Punkte | Staffel |
| --- | ------------------ | --- | - | - | - | ------- | ----- | ------ | ------- |
| 1.  | FC Rot-Weiß Erfurt | 6   | 5 | 1 | 0 | 020:700 | +13   | 15:10  | 7       |
| 2.  | SG Dynamo Dresden  | 6   | 5 | 1 | 0 | 017:300 | +14   | 14:10  | 3       |
| 3.  | FC Hansa Rostock   | 6   | 5 | 1 | 0 | 014:400 | +10   | 13:10  | 1       |
| 4.  | BSG Wismut Aue     | 6   | 4 | 2 | 0 | 017:600 | +11   | 13:20  | 6       |
| 5.  | BFC Dynamo         | 6   | 4 | 2 | 0 | 015:600 | +9    | 13:20  | 2       |
| 6.  | BSG Stahl Riesa    | 6   | 4 | 1 | 1 | 013:400 | +9    | 11:30  | 4       |
| 7.  | 1. FC Lok Leipzig  | 6   | 4 | 0 | 2 | 014:800 | +6    | 11:40  | 5       |

Der FC Rot-Weiß Erfurt ist Sieger der Toto-Sonderrunde 1974. Die Plätze 2 und 3 gehen an die SG Dynamo Dresden und den FC Hansa Rostock.

## Saison 1975/76

### Teilnehmer
In dieser Saison waren folgende Mannschaften teilnahmeberechtigt:
- 14 Mannschaften der DDR-Oberliga
- 20 Mannschaften der DDR-Liga, die in den Abschlusstabellen die Plätze 2–5 belegen. Da die zweiten Mannschaften der Oberligavereine nicht teilnahmeberechtigt werden, rückten die Mannschaften auf den nächstfolgenden Plätzen nach. In der Staffel B rückte die BSG Stahl Hennigsdorf für den BFC Dynamo II nach. In der Staffel C rückte die BSG Einheit Wernigerode für den 1. FC Magdeburg II nach. In der Staffel D rückten die FSV Lokomotive Dresden und die ASG Vorwärts Plauen für die SG Dynamo Dresden II und die BSG Wismut Aue II nach.

### Modus
Die 14 Mannschaften der DDR-Oberliga waren gesetzt. Die 20 Mannschaften der DDR-Liga spielten in einer Ausscheidungsrunde zwischen dem 02. Mai bis 16. Mai 1976 um die verbliebenen 10 Plätze. Anschließend spielten die 24 Mannschaften in 4 Staffeln mit je 6 Mannschaften um den Staffelsieg. Der Sieger der Toto-Sonderrunde wurde ohne Entscheidungsspiele unter den Staffelsiegern nach folgenden Kriterien ermittelt:
1. das beste Punktverhältnis
2. bei Punktgleichheit entscheidet Torverhältnis
3. bei Punkt- und Torgleichheit entscheidet das Gesamtergebnis der Elfmeterschießen

Dazu galten folgende Besonderheiten:
- Nach jedem Spiel wurde ein Elfmeterschießen durchgeführt, um es unter Wettkampfbedingungen zu üben. Bei der Ermittlung der Staffelsieger waren die Ergebnisse das letzte Entscheidungskriterium.
- Erzielt eine Mannschaft drei oder mehr Tore in einem Spiel erhält sie einen Zusatzpunkt (ZP).
- Erhält eine Mannschaft 5 Verwarnungen oder mehr, bekommt sie 1 Pluspunkt abgezogen und 1 Minuspunkt zugezählt.
- Bei einem Feldverweis werden 2 Punkte abgezogen und 2 Minuspunkte hinzugezählt.

Durch eine Tierseuche konnten die Mannschaften des Bezirkes Neubrandenburg nicht an den Spielterminen 2. und 9. Mai 1976 teilnehmen. Deshalb wurden folgende Regelungen getroffen.
- Die Qualifikation in der Staffel A erfolgt durch Entscheidungsspiele am 16. Mai.
- Die Mannschaft der ASG Vorwärts Neubrandenburg wechselt von der Staffel B in die Staffel A. Im Tausch dafür wechselt die SG Dynamo Schwerin in die Staffel B.

### Toto-Sonderrunde – Ausscheidung
| Nr. | Anstoß          | Heimmannschaft          | Gastmannschaft              | Ergebnis             | Es. |
| --- | --------------- | ----------------------- | --------------------------- | -------------------- | --- |
| A 1 | 16.05.76, 15:00 | ASG Vorwärts Stralsund  | TSG Wismar                  | 7:1 (7:0)            | 5:4 |
| A 2 | 16.05.76, 15:00 | BSG Post Neubrandenburg | ASG Vorwärts Neubrandenburg | 3:1 n. V. (1:1, 0:0) | 2:2 |

| Pl. | Verein                      | Sp. | S | U | N | Tore    | Diff. | Punkte | ZP |
| --- | --------------------------- | --- | - | - | - | ------- | ----- | ------ | -- |
| 1.  | ASG Vorwärts Stralsund      | 1   | 1 | 0 | 0 | 007:000 | +7    | 03:0   | 1  |
| 2.  | BSG Post Neubrandenburg     | 1   | 1 | 0 | 0 | 003:100 | +2    | 03:0   | 1  |
| 3.  | ASG Vorwärts Neubrandenburg | 1   | 0 | 0 | 1 | 001:300 | −2    | 0:20   | 0  |
| 4.  | TSG Wismar                  | 1   | 0 | 0 | 1 | 000:700 | −7    | 0:20   | 0  |

Damit haben sich die ASG Vorwärts Stralsund und die BSG Post Neubrandenburg für die Toto-Sonderrunde qualifiziert.
| Nr. | Anstoß          | Heimmannschaft             | Gastmannschaft             | Ergebnis  | Es. |
| --- | --------------- | -------------------------- | -------------------------- | --------- | --- |
| B 1 | 02.05.76, 15:00 | BSG Stahl Eisenhüttenstadt | BSG Motor Eberswalde       | 1:0 (1:0) | 4:3 |
| B 2 | 02.05.76, 15:00 | BSG Stahl Hennigsdorf      | SG Dynamo Schwerin         | 3:2 (3:0) | 4:5 |
| B 3 | 09.05.76, 15:00 | BSG Motor Eberswalde       | BSG Stahl Hennigsdorf      | 0:2 (0:0) | 4:3 |
| B 4 | 09.05.76, 15:00 | SG Dynamo Schwerin         | BSG Stahl Eisenhüttenstadt | 4:2 (2:0) | 5:4 |
| B 5 | 16.05.76, 15:00 | BSG Stahl Eisenhüttenstadt | BSG Stahl Hennigsdorf      | 3:2 (1:0) | 4:3 |
| B 6 | 16.05.76, 15:00 | SG Dynamo Schwerin         | BSG Motor Eberswalde       | 3:1 (2:0) | 3:2 |

| Pl. | Verein                     | Sp. | S | U | N | Tore    | Diff. | Punkte | ZP |
| --- | -------------------------- | --- | - | - | - | ------- | ----- | ------ | -- |
| 1.  | SG Dynamo Schwerin         | 3   | 2 | 0 | 1 | 009:600 | +3    | 06:20  | 2  |
| 2.  | BSG Stahl Hennigsdorf      | 3   | 2 | 0 | 1 | 007:500 | +2    | 05:20  | 1  |
| 3.  | BSG Stahl Eisenhüttenstadt | 3   | 2 | 0 | 1 | 006:600 | ±0    | 05:20  | 1  |
| 4.  | BSG Motor Eberswalde       | 3   | 0 | 0 | 3 | 001:600 | −5    | 0:60   | 0  |

Damit haben sich die SG Dynamo Schwerin und die BSG Stahl Hennigsdorf für die Toto-Sonderrunde qualifiziert.
| Nr. | Anstoß          | Heimmannschaft           | Gastmannschaft           | Ergebnis  | Es. |
| --- | --------------- | ------------------------ | ------------------------ | --------- | --- |
| C 1 | 02.05.76, 15:00 | SG Dynamo Eisleben       | BSG Lok Stendal          | 2:1 (0:1) | 4:1 |
| C 2 | 02.05.76, 15:00 | BSG Einheit Wernigerode  | BSG Chemie Buna Schkopau | 4:3 (2:1) | 3:4 |
| C 3 | 09.05.76, 15:00 | BSG Lok Stendal          | BSG Einheit Wernigerode  | 1:3 (0:1) | 4:4 |
| C 4 | 09.05.76, 15:00 | BSG Chemie Buna Schkopau | SG Dynamo Eisleben       | 1:1 (1:0) | 4:4 |
| C 5 | 16.05.76, 15:00 | SG Dynamo Eisleben       | BSG Einheit Wernigerode  | 2:2 (1:1) | 4:5 |
| C 6 | 16.05.76, 15:00 | BSG Chemie Buna Schkopau | BSG Lok Stendal          | 2:0 (1:0) | 3:5 |

| Pl. | Verein                   | Sp. | S | U | N | Tore    | Diff. | Punkte | ZP |
| --- | ------------------------ | --- | - | - | - | ------- | ----- | ------ | -- |
| 1.  | BSG Einheit Wernigerode  | 3   | 2 | 1 | 0 | 009:600 | +3    | 07:10  | 2  |
| 2.  | SG Dynamo Eisleben       | 3   | 1 | 2 | 0 | 005:400 | +1    | 04:20  | 0  |
| 3.  | BSG Chemie Buna Schkopau | 3   | 1 | 1 | 1 | 006:500 | +1    | 04:30  | 1  |
| 4.  | BSG Lok Stendal          | 3   | 0 | 0 | 3 | 002:700 | −5    | 0:60   | 0  |

Damit haben sich die BSG Einheit Wernigerode und die SG Dynamo Eisleben für die Toto-Sonderrunde qualifiziert.
| Nr. | Anstoß                                           | Heimmannschaft      | Gastmannschaft    | Ergebnis  | Es. |
| --- | ------------------------------------------------ | ------------------- | ----------------- | --------- | --- |
| D 1 | 02.05.76, 15:00                                  | BSG Wismut Gera     | BSG Chemie Böhlen | 3:2 (0:1) | 4:5 |
| D 2 | 02.05.76, 15:00                                  | ASG Vorwärts Plauen | 0:0               | 4:3       |     |
| D 3 | 09.05.76, 15:00                                  | BSG Chemie Böhlen   | FSV Lok Dresden   | 4:2 (3:0) | 3:4 |
| D 4 | 09.05.76, 15:00                                  | ASG Vorwärts Plauen | 3:1 (0:0)\|3:4    |           |     |
| D 5 | BSG Wismut Gera\|FSV Lok Dresden\|1:0 (1:0)\|2:5 |                     |                   |           |     |
| D 6 | 16.05.76, 15:00                                  | ASG Vorwärts Plauen | BSG Chemie Böhlen | 4:2       |     |

| Pl. | Verein              | Sp. | S | U | N | Tore    | Diff. | Punkte | ZP |
| --- | ------------------- | --- | - | - | - | ------- | ----- | ------ | -- |
| 1.  | ASG Vorwärts Plauen | 3   | 2 | 1 | 0 | 006:300 | +3    | 07:10  | 2  |
| 2.  | BSG Wismut Gera     | 3   | 2 | 0 | 1 | 005:500 | ±0    | 05:20  | 1  |
| 3.  | BSG Chemie Böhlen   | 3   | 1 | 0 | 2 | 008:800 | ±0    | 02:40  | 0  |
| 4.  | FSV Lok Dresden     | 3   | 0 | 1 | 2 | 002:500 | −3    | 01:50  | 0  |

Damit haben sich die ASG Vorwärts Plauen und die BSG Wismut Gera für die Toto-Sonderrunde qualifiziert.
| Nr. | Anstoß          | Heimmannschaft         | Gastmannschaft         | Ergebnis  | Es. |
| --- | --------------- | ---------------------- | ---------------------- | --------- | --- |
| E 1 | 02.05.76, 15:00 | BSG Chemie Zeitz       | BSG Zentronik Sömmerda | 3:4 (0:2) | 3:1 |
| E 2 | 02.05.76, 15:00 | BSG Motor Nordhausen   | BSG Motor Weimar       | 2:0 (1:0) | 9:8 |
| E 3 | 09.05.76, 15:00 | BSG Zentronik Sömmerda | BSG Motor Nordhausen   | 0:1 (0:1) | 4:5 |
| E 4 | 09.05.76, 15:00 | BSG Motor Weimar       | BSG Chemie Zeitz       | 2:1 (0:0) | 4:4 |
| E 5 | 16.05.76, 15:00 | BSG Chemie Zeitz       | BSG Motor Nordhausen   | 0:0       | 4:4 |
| E 6 | 16.05.76, 15:00 | BSG Motor Weimar       | BSG Zentronik Sömmerda | 2:0 (1:0) | 3:1 |

| Pl. | Verein                  | Sp. | S | U | N | Tore    | Diff. | Punkte | ZP |
| --- | ----------------------- | --- | - | - | - | ------- | ----- | ------ | -- |
| 1.  | BSG Motor Nordhausen    | 3   | 2 | 1 | 0 | 003:000 | +3    | 05:10  | 0  |
| 2.  | BSG Motor Weimar        | 4   | 2 | 0 | 2 | 004:300 | +1    | 04:40  | 0  |
| 3.  | BSG Chemie Zeitz        | 3   | 0 | 1 | 2 | 004:600 | −2    | 03:50  | 2  |
| 4.  | BSG Zentronik Sömmerda* | 3   | 0 | 0 | 3 | 004:600 | −2    | 0:70   | 1  |

* Der BSG Zentronik Sömmerda wurden zwei Punkte wegen eines Feldverweises und ein Punkt für sechs Verwarnungen abgezogen.
Damit haben sich die die BSG Motor Nordhausen und die BSG Motor Weimar für die Toto-Sonderrunde qualifiziert.

### Toto-Sonderrunde
| Nr. | Anstoß          | Heimmannschaft           | Gastmannschaft           | Ergebnis (Hz.) | Es. | Zuschauer |
| --- | --------------- | ------------------------ | ------------------------ | -------------- | --- | --------- |
| 1.  | 22.05.76, 15.00 | BSG Energie Cottbus      | SG Dynamo Dresden        | 0:1 (0:1)1     | 2:3 | 1.500     |
| 2.  | 22.05.76, 15.00 | BSG Wismut Gera          | FC Vorwärts Frankfurt/O. | 2:3 (1:0)      | 3:3 | 1.000     |
| 3.  | 22.05.76, 15.00 | BSG Stahl Hennigsdorf    | SG Dynamo Eisleben       | 2:2 (0:1)      | 4:5 | 200       |
| 4.  | 29.05.76, 15.00 | SG Dynamo Dresden        | BSG Stahl Hennigsdorf    | 3:3 (0:3)      | 2:2 | 2.100     |
| 5.  | 29.05.76, 15.00 | FC Vorwärts Frankfurt/O. | BSG Energie Cottbus      | 1:0 (1:0)      | 4:4 | 1.000     |
| 6.  | 29.05.76, 15.00 | SG Dynamo Eisleben       | BSG Wismut Gera          | 1:4 (0:1)      | 3:4 | 400       |
| 7.  | 05.06.76, 15.00 | BSG Energie Cottbus      | BSG Wismut Gera          | 2:1 (1:0)      | 5:1 | 1.100     |
| 8.  | 05.06.76, 15.00 | BSG Stahl Hennigsdorf    | FC Vorwärts Frankfurt/O. | 0:4 (0:2)      | 3:3 | 2.700     |
| 9.  | 05.06.76, 15.00 | SG Dynamo Eisleben       | SG Dynamo Dresden        | 2:0 (1:0)      | 3:4 | 1.500     |
| 10. | 12.06.76, 15.00 | FC Vorwärts Frankfurt/O. | SG Dynamo Eisleben       | 6:0 (2:0)2     | 3:5 | 500       |
| 11. | 12.06.76, 15.00 | BSG Stahl Hennigsdorf    | BSG Energie Cottbus      | 0:1 (0:1)      | 2:3 | 500       |
| 12. | 12.06.76, 15.00 | BSG Wismut Gera          | SG Dynamo Dresden        | 1:2 (0:0)      | 3:5 | 1.300     |
| 13. | 19.06.76, 15.00 | SG Dynamo Dresden        | FC Vorwärts Frankfurt/O. | 3:2 (1:0)      | 5:4 | 1.100     |
| 14. | 19.06.76, 15.00 | BSG Wismut Gera          | BSG Stahl Hennigsdorf    | 4:2 (2:1)      | 4:4 | 500       |
| 15. | 19.06.76, 15.00 | SG Dynamo Eisleben       | BSG Energie Cottbus      | 1:1 (1:1)      | 3:2 | 500       |

1 in Welzow l 2 in Strausberg
| Pl. | Verein                   | Sp. | S | U | N | Tore    | Diff. | Punkte | ZP |
| --- | ------------------------ | --- | - | - | - | ------- | ----- | ------ | -- |
| 1.  | FC Vorwärts Frankfurt/O. | 5   | 4 | 0 | 1 | 016:500 | +11   | 11:20  | 3  |
| 2.  | SG Dynamo Dresden        | 5   | 3 | 1 | 1 | 000:000 | ±0    | 09:30  | 2  |
| 3.  | BSG Wismut Gera          | 5   | 2 | 0 | 3 | 012:100 | +2    | 06:60  | 2  |
| 4.  | BSG Energie Cottbus      | 5   | 2 | 1 | 2 | 004:400 | ±0    | 05:50  | 0  |
| 5.  | SG Dynamo Eisleben       | 5   | 1 | 2 | 2 | 006:130 | −7    | 04:60  | 0  |
| 6.  | BSG Stahl Hennigsdorf    | 5   | 0 | 2 | 3 | 007:140 | −7    | 03:80  | 1  |

| Nr. | Anstoß          | Heimmannschaft      | Gastmannschaft      | Ergebnis   | Es. | Zuschauer |
| --- | --------------- | ------------------- | ------------------- | ---------- | --- | --------- |
| 16. | 22.05.76, 13.30 | 1. FC Lok Leipzig   | FC Karl-Marx Stadt  | 3:4 (1:2)  | 4:1 | 30.000    |
| 17. | 22.05.76, 15.00 | BSG Wismut Aue      | BSG Stahl Riesa     | 5:0 (3:0)  | 3:4 | 150       |
| 18. | 22.05.76, 15.00 | ASG Vorwärts Plauen | BSG Motwor Weimar   | 1:2 (1:0)  | 3:2 | 1.000     |
| 19. | 29.05.76, 15.00 | FC Karl-Marx-Stadt  | ASG Vorwärts Plauen | 2:0 (0:0)  | 4:4 | 1.000     |
| 20. | 29.05.76, 15.00 | BSG Stahl Riesa     | 1. FC Lok Leipzig   | 1:0 (0:0)  | 5:4 | 1.900     |
| 21. | 29.05.76, 15.00 | BSG Motor Weimar    | BSG Wismut Aue      | 1:2 (1:0)  | 4:2 | 1.200     |
| 22. | 05.06.76, 15.00 | 1. FC Lok Leipzig   | BSG Wismut Aue      | 3:1 (2:1)  | 4:4 | 2.000     |
| 23. | 05.06.76, 15.00 | ASG Vorwärts Plauen | BSG Stahl Riesa     | 1:5 (1:2)  | 3:4 | 600       |
| 24. | 05.06.76, 15.00 | BSG Motor Weimar    | FC Karl-Marx-Stadt  | 0:3 (0:1)  | 4:4 | 1.300     |
| 25. | 12.06.76, 15.00 | BSG Stahl Riesa     | BSG Motor Weimar    | 5:2 (0:1)1 | 4:5 | 1.000     |
| 26. | 12.06.76, 15.00 | ASG Vorwärts Plauen | 1. FC Lok Leipzig   | 0:4 (0:4)  | 5:5 | 1.100     |
| 27. | 12.06.76, 15.00 | BSG Wismut Aue      | FC Karl-Marx-Stadt  | 1:0 (1:0)  | 5:4 | 2.000     |
| 28. | 19.06.76, 15.00 | FC Karl-Marx-Stadt  | BSG Stahl Riesa     | 4:4 (0:2)  | 3:1 | 1.800     |
| 29. | 19.06.76, 15.00 | BSG Wismut Aue      | ASG Vorwärts Plauen | 2.0 (1:0)2 | 4:4 | 600       |
| 30. | 19.06.76, 17.00 | BSG Motor Weimar    | 1. FC Lok Leipzig   | 1:6 (0:3)3 | 5:4 | 3.000     |

1 im Stadion Merzdorfer Park l 2 in Schneeberg l 3 im Stadion des Friedens
| Pl. | Verein              | Sp. | S | U | N | Tore    | Diff. | Punkte | ZP |
| --- | ------------------- | --- | - | - | - | ------- | ----- | ------ | -- |
| 1.  | BSG Stahl Riesa     | 5   | 4 | 1 | 0 | 017:800 | +9    | 12:10  | 3  |
| 2.  | FC Karl-Marx-Stadt  | 5   | 3 | 1 | 1 | 013:800 | +5    | 10:30  | 3  |
| 3.  | 1. FC Lok Leipzig   | 5   | 3 | 0 | 2 | 016:700 | +9    | 10:40  | 4  |
| 4.  | BSG Wismut Aue      | 5   | 3 | 0 | 2 | 007:600 | +1    | 06:40  | 0  |
| 5.  | ASG Vorwärts Plauen | 5   | 1 | 0 | 4 | 006:130 | −7    | 03:80  | 1  |
| 6.  | BSG Motor Weimar    | 5   | 0 | 0 | 5 | 004:210 | −17   | 0:10   | 0  |

* Der BSG Motor Weimar wurde für einen Feldverweis zwei Punkte abgezogen
| Nr. | Anstoß          | Heimmannschaft          | Gastmannschaft          | Ergebnis  | Es. | Zuschauer |
| --- | --------------- | ----------------------- | ----------------------- | --------- | --- | --------- |
| 31. | 24.05.76, 13.30 | BFC Dynamo              | HFC Chemie              | 3:1 (1:1) | 5:5 | 20.000    |
| 32. | 22.05.76, 15.00 | ASG Vorwärts Stralsund  | BSG Chemie Leipzig      | 1:0 (1:0) | 4:4 | 2.500     |
| 33. | 22.05.76, 15.00 | SG Dynamo Schwerin      | BSG Post Neubrandenburg | 4:1 (0:0) | 4:2 | 500       |
| 34. | 29.05.76, 15.00 | HFC Chemie              | SG Dynamo Schwerin      | 5:2 (2:0) | 4:4 | 1.800     |
| 35. | 29.05.76, 10.30 | BSG Chemie Leipzig      | BFC Dynamo              | 0:2 (0:0) | 2:3 | 1.500     |
| 36. | 29.05.76, 15.00 | BSG Post Neubrandenburg | ASG Vorwärts Stralsund  | 5:3 (2:1) | 2:5 | 700       |
| 37. | 05.06.76, 15.00 | BFC Dynamo              | ASG Vorwärts Stralsund  | 0:3 (0:1) | 4:3 | 1.000     |
| 38. | 05.06.76, 15.00 | SG Dynamo Eisleben      | BSG Chemie Leipzig      | 4:2 (2:0) | 2:5 | 1.000     |
| 39. | 05.06.76, 15.00 | BSG Post Neubrandenburg | HFC Chemie              | 0:1 (0:1) | 3:4 | 1.300     |
| 40. | 12.06.76, 10.00 | BSG Chemie Leipzig      | BSG Post Neubrandenburg | 1:3 (0:1) | 3:3 | 1.200     |
| 41. | 12.06.76, 15.00 | SG Dynamo Schwerin      | BFC Dynamo              | 0:4 (0:0) | 4:3 | 2.200     |
| 42. | 12.06.76, 15.00 | ASG Vorwärts Stralsund  | HFC Chemie              | 4:4 (3:2) | 4:5 | 2.000     |
| 43. | 19.06.76, 15.00 | HFC Chemie              | BSG Chemie Leipzig      | 4:0 (4:0) | 3:3 | 1.500     |
| 44. | 19.06.76, 15.00 | ASG Vorwärts Stralsund  | SG Dynamo Schwerin      | 1:0 (0:0) | 3:4 | 1.000     |
| 45. | 19.06.76, 15.00 | BSG Post Neubrandenburg | BFC Dynamo              | 2:3 (1:2) | 3:4 | 4.000     |

| Pl. | Verein                  | Sp. | S | U | N | Tore    | Diff. | Punkte | ZP |
| --- | ----------------------- | --- | - | - | - | ------- | ----- | ------ | -- |
| 1.  | BFC Dynamo              | 5   | 4 | 0 | 1 | 002:600 | −4    | 11:20  | 3  |
| 2.  | HFC Chemie              | 5   | 3 | 1 | 1 | 015:900 | +6    | 10:30  | 3  |
| 3.  | ASG Vorwärts Stralsund  | 5   | 3 | 1 | 1 | 012:900 | +3    | 10:30  | 3  |
| 4.  | BSG Post Neubrandenburg | 5   | 2 | 0 | 3 | 011:120 | −1    | 06:60  | 2  |
| 5.  | SG Dynamo Schwerin      | 5   | 2 | 0 | 3 | 010:130 | −3    | 06:60  | 2  |
| 6.  | BSG Chemie Leipzig      | 5   | 0 | 0 | 5 | 003:140 | −11   | 0:10   | 0  |

| Nr. | Anstoß          | Heimmannschaft          | Gastmannschaft          | Ergebnis   | Elfm. | Zusch. |
| --- | --------------- | ----------------------- | ----------------------- | ---------- | ----- | ------ |
| 46. | 23.05.76, 13.30 | 1. FC Magdeburg         | BSG Sachsenring Zwickau | 6:1 (1:0)  | 4:2   | 30.000 |
| 47. | 22.05.76, 15.00 | FC Rot-Weiß Erfurt      | FC Carl Zeiss Jena      | 0:1 (0:0)  | 4:5   | 2.000  |
| 48. | 22.05.76, 15.00 | BSG Einheit Wernigerode | BSG Motor Nordhausen    | 1:1 (0:1)  | 3:3   | 1.000  |
| 49. | 29.05.76, 15.00 | FC Carl Zeiss Jena      | 1. FC Magdeburg         | 0:2 (0:1)  | 3:2   | 3.500  |
| 50. | 29.05.76, 15.00 | BSG Sachsenring Zwickau | BSG Einheit Wernigerode | 3:1 (0:0)  | 2:2   | 600    |
| 51. | 29.05.76, 15.00 | BSG Motor Nordhausen    | FC Rot-Weiß Erfurt      | 0:4 (0:0)  | 3:5   | 2.300  |
| 52. | 05.06.76, 15.00 | 1. FC Magdeburg         | FC Rot-Weiß Erfurt      | 6:0 (2:0)  | 3:2   | 2.500  |
| 53. | 05.06.76, 15.00 | BSG Einheit Wernigerode | FC Carl Zeiss Jena      | 3:6 (3:1)  | 5:4   | 2.900  |
| 54. | 05.06.76, 15.00 | BSG Motor Nordhausen    | BSG Sachsenring Zwickau | 2:5 (1:2)  | 3:3   | 2.000  |
| 55. | 12.06.76, 18.00 | FC Carl Zeiss Jena      | BSG Motor Nordhausen    | 11:0 (5:0) | 4:4   | 1.000  |
| 56. | 12.06.76, 15.00 | BSG Einheit Wernigerode | 1. FC Magdeburg         | 1:5 (0:1)  | 4:5   | 3.700  |
| 57. | 12.06.76, 15.00 | FC Rot-Weiß Erfurt      | BSG Sachsenring Zwickau | 4:1 (1:1)  | 4:5   | 1.000  |
| 58. | 19.06.76, 15.00 | BSG Sachsenring Zwickau | FC Carl Zeiss Jena      | 1:5 (1:3)  | 4:3   | 700    |
| 59. | 19.06.76, 15.00 | FC Rot-Weiß Erfurt      | BSG Einheit Wernigerode | 3:1 (1:0)  | 3:3   | 1.000  |
| 60. | 19.06.76, 15.00 | BSG Motor Nordhausen    | 1. FC Magdeburg         | 0:9 (0:3)  | 1:4   | 1.700  |

| Pl. | Verein                   | Sp. | S | U | N | Tore    | Diff. | Punkte | ZP |
| --- | ------------------------ | --- | - | - | - | ------- | ----- | ------ | -- |
| 1.  | 1. FC Magdeburg          | 5   | 5 | 0 | 0 | 028:200 | +26   | 14:0   | 4  |
| 2.  | FC Carl Zeiss Jena       | 5   | 4 | 0 | 1 | 023:600 | +17   | 11:20  | 3  |
| 3.  | FC Rot-Weiß Erfurt*      | 5   | 3 | 0 | 2 | 011:900 | +2    | 07:60  | 3  |
| 4.  | BSG Sachsenring Zwickau  | 5   | 2 | 0 | 3 | 011:180 | −7    | 06:60  | 2  |
| 5.  | BSG Motor Nordhausen     | 5   | 0 | 1 | 4 | 003:300 | −27   | 01:90  | 0  |
| 6.  | BSG Einheit Wernigerode* | 5   | 0 | 1 | 4 | 007:180 | −11   | 0:12   | 1  |

* Dem FC Rot-Weiß Erfurt und der BSG Einheit Wernigerode wurden für je einen Feldverweis zwei Punkte abgezogen.

### Toto-Sonderrunde 1976 – Abschlusstabelle
| Pl. | Verein                   | Sp. | S | U | N | Tore    | Diff. | Punkte | ZP | Staffel |
| --- | ------------------------ | --- | - | - | - | ------- | ----- | ------ | -- | ------- |
| 1.  | 1. FC Magdeburg          | 5   | 5 | 0 | 0 | 028:200 | +26   | 14:0   | 4  | 4       |
| 2.  | BSG Stahl Riesa          | 5   | 4 | 1 | 0 | 017:800 | +9    | 12:10  | 3  | 2       |
| 3.  | FC Vorwärts Frankfurt/O. | 5   | 4 | 0 | 1 | 016:500 | +11   | 11:20  | 3  | 1       |
| 4.  | BFC Dynamo               | 5   | 4 | 0 | 1 | 012:600 | +6    | 11:20  | 3  | 3       |

- Gesamtsieger 1. FC Magdeburg zumindest vom DFV nicht offiziell ermittelt